# 深堀景介
深堀 景介（ふかぼり けいすけ、1988年1月8日 - )は、日本の男性ミュージカル俳優およびYouTuber。元劇団四季、元TWICE VOICE所属、現在はBroadway Line Company所属。身長173cm。血液型AB型。大阪府高槻市出身。趣味はファッション。特技は歌。
愛称はボリオ

## 来歴
中学生の時にブレイクダンスを始めたこと、大阪府立大冠高等学校時代の文化祭で『ライオン・キング』のシンバ役を演じたことをきっかけに、ミュージカルの世界に飛び込む。大阪芸術大学舞台芸術学科ミュージカルコースを卒業。在学中の2008年、『ミス・サイゴン』でプロデビューを果たす。当人のプロフィールによると、オーディションの案内をネットで見つけて応募した。
2011年、大学卒業と同時に劇団四季に入団。様々な作品に出演後、2016年に退団。
俳優業以外にボイストレーナーをの講師を務める他、ミュージカル系YouTuber「ゆとりハイC」を立ち上げ、ミュージカルに関連した動画投稿やLIVE活動をおこなっている。

## 人物
中学生まで野球をやっていた。
ミュージカルを始める前はバンドを組み、ドラムを担当していた。趣味は映画鑑賞、特技はボイスパーカッション、ドラム、野球、ダンス。
ラムネ（お菓子）、ポップコーン、わたあめ、ウイスキーが好き。

## 出演

### 舞台
- ミュージカル『ミス・サイゴン』（2008年7月 - 10月、帝国劇場　2009年1月 - 3月、博多座）

劇団四季時代
- 『ライオン・キング』　バンザイ役、レボ役
- 『サウンド・オブ・ミュージック』
- 『ジーザス・クライスト＝スーパースター』
- 『人間になりたがった猫』　風船屋役
- 『鹿鳴館』　給仕役

劇団四季退団後
- 『レ・ミゼラブル』（2017年5月 - 7月、帝国劇場　2017年8月、博多座　2017年9月、フェスティバルホール　2017年9月 - 10月、中日劇場）
- 『舞妓はレディ』（2018年3月4日 - 3月20日、博多座）
- 『魔女の宅急便』（2018年6月15日 - 24日、新国立劇場 中劇場　2018年7月4日 - 5日、メルパルクホール大阪）
- 『レ・ミゼラブル』（ミュージカル・アカデミー アドバンスコース試演会vol.4）テナルディエ役、司教役（2018年9月、シアター1010）
- 『レ・ミゼラブル』（2019年4月 - 9月、帝国劇場、御園座、博多座、札幌文化芸術劇場hitaru）レーグル役
- 『キレイ〜神様と待ち合わせした女〜』（2019年12月 - 2020年2月、渋谷Bunkamuraシアターコクーン、博多座、フェスティバルホール）
- 『レ・ミゼラブル』（帝国劇場：2021年5月25日（火）初日～7月26日（月）千穐楽、プレビュー公演：2021年5月21日（金）～5月24日（月））・福岡公演（博多座：2021年8月4日（水）～8月28日（土））・大阪公演（フェスティバルホール：2021年9月6日（月）～9月16日（木））レーグル役
- ミュージカル『犬との約束』（2022年4月15日 - 24日、よみうり大手町ホール / 4月29日 - 5月4日、松下IMPホール） - ボブ 役
- 『ミス・サイゴン』全国公演（2022年7月29日～2022年11月13日大千穐楽）Swing（GI、シュルツ大尉役）
- ミュージカル『SPY×FAMILY』全国公演(2023年3月8日～5月21日)

- 『シュレック・ザ・ミュージカル』(2023年7月8日〜 2023年7月30日、日本青年館ホール)‐パパベア役
- 『キャメロット』(2023年10月7日～28日東京公園 日生劇場、2023年11月4日～20日大阪府 大阪松竹座)
- ミュージカル『魔女の宅急便』2024年3月8日～3月17日東京公演 日本青年館ホール、2024年3月21日～3月25日大阪公演、新歌舞伎座)
- ミュージカル『ディズニー　くまのプーさん』 2024年5月11日〜2024年7月14日（全国公演）-イーヨー/オウル/ラビット役[3]
- ミュージカル『レ・ミゼラブル』2024年12月20日〜2025年2月7日-
- ミュージカル『SPY×FAMILY』2025年公演（2025年9月 - 12月、ウェスタ川越、日生劇場、梅田芸術劇場 メインホール、博多座、やまぎん県民ホール、静岡市清水文化会館、御園座）[4]